# Прери Вилиџ (Канзас)
Прери Вилиџ (енгл. Prairie Village) град је у америчкој савезној држави Канзас.

## Демографија
По попису из 2010. године број становника је 21.447, што је 625 (-2,8%) становника мање него 2000. године.
| Група             | 2000.          | 2010.          |
| Белци             | 20.906 (94,7%) | 19.877 (92,7%) |
| Афроамериканци    | 172 (0,8%)     | 214 (1,0%)     |
| Азијати           | 249 (1,1%)     | 305 (1,4%)     |
| Хиспаноамериканци | 502 (2,3%)     | 730 (3,4%)     |
| Укупно            | 22.072         | 21.447         |